# Málnás
Málnás (románul Malnaș) falu Romániában Kovászna megyében található.

## Nevének eredete
Az eredetileg Oltszem határához tartozott falu málnában gazdag vidékéről kaphatta a nevét.

## Fekvése
Málnás falu és a történelmileg is hozzá tartozó Málnásfürdő az Olt és a Málnás-patak völgyében, a Bodoki-hegység lábánál fekszik,  Sepsiszentgyörgytől 18 km-re északra. Körülötte  a Tusnádi-szorosig a gidófalvi Oltfej kapujától felfelé összeszoruló erdős övezet található. Környékén Mikóújfalu–Sepsibükszád környékét az erdővagyon, az erdőkitermelés tette népessé, idővel a kiterjedt bükkerdők szolgáltatták az üveghutáknak a kvarc-tartalmú nyersanyag megolvasztásához nélkülözhetetlen hamuzsírt és az energiát. Később az erdőgazdálkodást folytató székelység is megjelent, egy közös települést alkottak mindazok, akik az ismert nevű régi kis halmazfalucskák – Gohán, Rakottyás, Almás – lakói voltak. A kenyér alakú Herec-tető meredek lejtővel hajlik le az Olt keskeny árterületére. Magassága 706 méter.

## Éghajlat, időjárás
A kontinentális, mérsékelt klíma hegyvidéki változata jellemző. Az éves középhőmérséklet 5–6 Celsius-fok között ingadozik.

## Közigazgatás
Málnás a trianoni békeszerződésig Háromszék vármegye Sepsi járásához tartozott, ma Kovászna megye része.

## Története

### Mikó család
Málnást 1366-ban egy Nagy Lajos határozatait tartalmazó kódex említi először Malnas néven. Oltszem felé az Olt bal partján emelkedő Vártető nevű hegyen állnak Herecz várának maradványai. A várat valószínűleg a tatárjárás után építtette a Mikó család, mely tehetős földbirtokosként uralta ezt a vidéket. A várat Mikóvár néven emlegetik az oltszemiek, mert a falait a zsarnokként elhíresült gróf Mikó Miklós (1783–1839) bontatta le 1827-ben, és abból emelte Mikó-kastélyt és az azt övező kőből való várkerítést. Kövein ma is látni lehet az azokra rásült forrómész-réteget.

### Református templom
Málnás mai református temploma elődje a szájhagyomány szerint egy kolostor helyére épült kisebb istenháza volt. Az épülettől távolabb álló harangtorony arra enged következtetni, hogy ezt a régi kis templomot várfal övezte, s a mai torony annak egykori kapubástyájára épült. Mikor a templom életveszélyessé vált, akkor Benkő János lelkész ösztönzésére 1853 márciusában a régi lebontását és egy új, nagyobb templom megépítését határozta el az egyházközség. Az új templom Benkő János vezetésével 3 év alatt elkészült.
Ezt követően a  templomot többször is renoválták. 1956-ban a templomépítés centenáriumára felújították. Az 1977-es nagy földrengés a templom északi falát rongálta meg, amely nagyobb javítást igényelt. 2004-ben a tornyot, 2007-ben a templomot újította fel a gyülekezet, melyek nem hoztak formai változásokat.

### Katolikus templom
Málnás római katolikus temploma 1887-ben épült. Harangtornyában egy Apoldában öntött, acélharang-különlegesség látható 1926-ból. A templomban van az első világháború hőseinek emlékműve is.

## Lakosság
Benkő József Erdély című könyvében egy 1722-ben készült összeírás alapján 3 armalistáról, 6 lófőről, 33 jobbágyról, 6 zsellérről és egy molnárról ír Málnás lakóit számba véve.
A korabeli lexikon szerint az akkorra már "vasúti állomással, postahivatallal és telefonállomással rendelkező" színmagyar lakosságú községet 1910-ben 854-en lakták.
1992-ben társközségeivel együtt 5133 lakosából 5039 magyar, 88 román és 6 cigány volt.
A 2021-es népszámlálási adatok szerint teljes lakossága 533 fő volt, melynek  több mint 93 százaléka magyar.

## Gyógyturizmus
Már a 18. században ismert volt Málnás 156 méterről feltörő gyógyhatású vize, 1750-ben épült első fürdője. 1833-tól indult fejlődésnek.
Az 1848–1849-es szabadságharcot követően a Málnásra nősült Semsey Tamás Málnásfürdő igazi fejlődésének elindítója. Felesége után "Semseyné bugyogójának" hívták a helybeliek a bugyogókkal, fortyogókkal teli mocsaras vidékre épült primitív faházakból álló gyógyfürdőt. 1873-ban részvényes közbirtokossági tulajdonba került a fürdő, kádfürdőt építettek és felépítették a kor szintjén modernnek számító fedett hideg tükör– és "légfürdőt, a Herkulesfürdőt. Vizét 1904 óta palackozzák.
1915-ben Révai nagy lexikona azt írta, hogy "a Háromszék vármegye Sepsi járásában található Málnástól negyedórányira fekszik Málnásfürdő (584 m.), melynek vasas savanyúvizét vérhiányos és csúzos betegek sikerrel használják; borvízforrásai (a Mária-és Siculia-forrás) az emésztő és lélegzőszervek bajaiban is jó szolgálatot tesznek. Fürdői közül a Herkulesfürdő legnevezetesebb, melynek medencéjét az előtörő szénsavbuborékok állandó mozgásban tartják. A fürdő állomása mellett az előtörő széndioxidgázok felhasználásával szénsavsűrítőgyár keletkezett, melynek gázai156 m. mély fúrásból szállnak fel."

## Híres emberek
- Itt született Málnási László (1722–1797) gróf Bethlen Kata udvari papja, egyházi író, kora híres szónoka.[5][12]
- Itt volt templomépítő református lelkész 1850 és 1890 között Benkő János (1822. december 26.–1890) , tudós erdélyi református lelkészek, Benkő József nyelvész, történész, botanikus[13][14] és Benkő Ferenc mineralógus utóda; Szabó Mihály volt mohácsi református lelkész dédapja.[5][15]
- Málnáson született 1845-ben Bartók György kolozsvári református püspök, egyházi író.[16]
- Málnáson született (1872. február 25. – 1950. január 11.) Semsey Tamásnak, Málnásfürdő fejlődésének elindítójának[17] utóda Semsey Aladár, aki 1922 és 1930 között Újpest polgármestere volt.
- Málnáson élt és szolgált Tőkés József (1884–1951) református esperes lelkész, Tőkés László nagyapja.[12][16][18]
- Itt született Fazakas János (1910. augusztus 26. – Kolozsvár, 1979. augusztus 3.) orvos, a kolozsvári Ortopéd és Traumatológiai Klinika vezetője. Szaktanulmányai magyar, román, német, francia, orosz, angol és bolgár nyelven jelentek meg. Az Experta Medica c. amszterdami szakfolyóirat szerkesztőbizottsági tagja volt.[19]
- Málnáson született (1916. augusztus 8. – Kolozsvár, 2016. január 15.) Tőkés István református lelkész, egyházi író, teológiai professzor, Tőkés László édesapja.[19]
- Itt született Keresztes Sándor (1919–2006) közgazdász[20]